# Llanura de Catania
La llanura de Catania (siciliano: La Chiana di Catania, italiano: La Piana di Catania) es la más amplia e importante llanura de Sicilia.

## Geografía
La llanura tiene una superficie de 430 km², casi un quinto de toda la llanura de la isla y es una de las más extensas de la Italia meridional. La llanura de Catania se formó mediante la acumulación de depósitos aluvionales de los ríos Dittaino, Gornalunga, Simeto y de sus afluentes. Está rodeada por montes y colinas: el Etna la sobrevuela con su imponente mole y, en un cierto modo, es el artífice de su fertilidad con los productos de su actividad volcánica. La llanura de hecho está formada a partir de que emergió un antiguo volcán del golfo primordial, que existía en su lugar, entre los Apeninos sículos, al norte, con las cadenas montañosas de los Nebrodi y al sur la cadena constituida por los Montes Erei y los Montes Ibleos. El territorio de la llanura de Catania comprende parte de la provincia de Catania, de la provincia de Siracusa y de la provincia de Enna.